# Galicisch-Joods museum

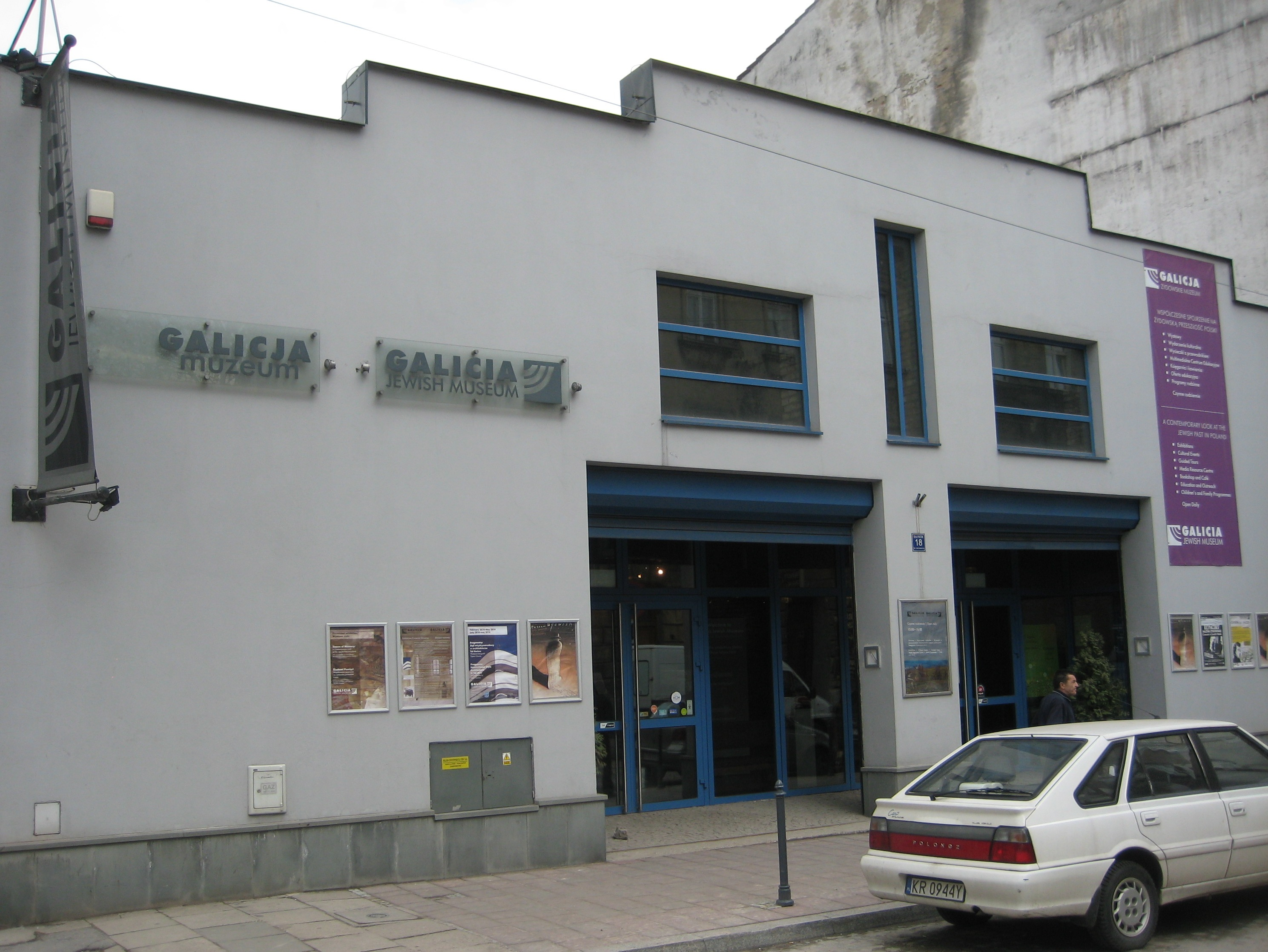
Het Galicisch-Joods Museum

Het Galicisch-Joods Museum is een museum over het jodendom in West-Galicië en latere westelijke deel van het koninkrijk Galicië en Lodomerië in het keizerrijk Oostenrijk, later Oostenrijk-Hongarije. Het museum is gelegen in de Krakause wijk Kazimierz. Het museum werd in 2004 door Chris Schwarz, wiens vader afkomstig was uit Lwów, in samenwerking met professor Jonathan Webber van Unesco opgericht. Het doel was om de Joodse cultuur in West-Galicië te vieren en de slachtoffers van de Sjoa in Polen te herdenken. Na het vroege overlijden van Schwarz in 2007, werd hij als directeur opgevolgd door Kate Craddy. Craddy werd in 2010 opgevolgd door Jakub Nowakowski. De collectie van het museum bestaat uit foto's die het Joodse leven in West-Galicië levend houden. Er zijn veel foto's van historische Joodse begraafplaatsen, synagogen, gebedshuizen en foto-opnames van het Joodse festival in Kazimierz. Naast de permanente tentoonstelling vinden er ook tijdelijke tentoonstellingen plaats. Verder verzorgt het museum wekelijks Klezmeravonden. Verder bevindt zich bij het museum een joodse winkel, een klein koosjercafé en kan men cursussen volgen die direct of indirect met het jodendom te maken hebben.